# Whitney Darrow Jr.
Whitney Darrow Jr. est un dessinateur de presse américain né le 22 août 1909 à Princeton (New Jersey) et mort le 10 août 1999 à Burlington (Vermont). Il travaille pendant près de cinquante ans pour The New Yorker, réalisant environ 1 500 illustrations.

## Biographie
Son père est l'un des fondateurs de Princeton University Press. Whitney Darrow Jr. grandit à Greenwich dans le Connecticut. Il est diplômé en 1931 de université de Princeton, où il écrit des textes humoristiques pour le Daily Princetonian (en) et devient directeur artistique du Princeton Tiger Magazine (en). Il fréquente ensuite l'Art Students League of New York. Il vend ses dessins à Judge, Life et College Humor (magazine) (en). Il a 24 ans lorsque The New Yorker achète ses dessins pour la première fois.
Les illustrations de Darrow représentent fréquemment les absurdités et les contradictions de la classe moyenne de banlieue. Il publie quatre recueils de dessins et illustre également des livres pour les enfants.
Il prend sa retraite en 1982.

## Recueils
- You're Sitting on My Eyelashes
- Give Up?
- Stop, Miss
- Please Pass the Hostess

### Documentation
- (en) Hawtree, Christopher. "Whitney Darrow: A quiet, small-town homebody whose satirical cartoons added a streak of pessimism to the New Yorker", The Guardian, August 21, 1999. Accessed September 12, 2008.